# فرانتس گونتنر
فرانتس گونتنر (به آلمانی: Franz Guenthner) زبان‌شناس آلمانی و استاد زبانشناسی رایانشی در مرکز پردازش اطلاعات و زبان (CIS) در دانشگاه لودویگ ماکسیمیلیان مونیخ است. او در زمینه فلسفه و زبانشناسی تحصیلات دانشگاهی دارد.
علایق تحقیقاتی گونتنر شامل زبانشناسی رایانشی است و از سال ۱۹۹۶ در طراحی تعدادی از سیستم عامل‌های جستجوی آنلاین، از جمله AltaVista , فست (اکنون توسط مایکروسافت خریداری شده‌است) و JobaNova مشارکت داشته‌است. وی پیش از پیوستن به LMU در سال ۱۹۹۰ استاد زبانشناسی عمومی و رایانشی در دانشگاه توبینگن (۱۹۷۷–۱۹۸۹) بود. علایق پژوهشی وی شامل همه زمینه‌های پردازش متن و به ویژه تبدیل پیکره‌های متنی در نمایش‌های واژگانی و دستوری (به عنوان مثال فرهنگنامه‌های الکترونیکی دارای کاربرد رایانشی و دستور زبان‌های محلی) است.